# 来方炜
来方炜（1594年—1648年），字含赤，号澤蘭，浙江萧山人，明朝政治人物。同进士出身。

## 生平
来方炜中天啓元年（1621年）浙江鄉試舉人，登天啓五年（1625年）乙丑科進士，初令福建侯官縣，時嚴船舶之禁，他查获奸商走私丝织品上萬觔，盡以输送府城，一無所私。以外艱歸。崇禎元年（1628年）任嘉定县知县。在嘉定任上，百姓苦重役，他设立均田均役之法，捐運費，省里供，民歌颂之。舉卓異，擢吏部郎，其在驗封司任職時，屏絶干請；在考功、文選二司中，肅清銓政，少宰（侍郎）以私姻嘱托，他不为徇私，怨者構陷獲罪，得臺諫疏救得免。旋轉京卿，告假里居。民有利病，为力請當事，而最著者竈户折差等事。明亡後毁服從浮屠遊，清順治五年（1648年）卒，年五十五。

## 著作
所著有《蒙難諸篇》。

## 家族
子来尔昌，舉經明行修，授縣令。次子来垣，康熙六年丁未科进士，任中書舍人。孫来式鈺，甲午舉人。